# Make It Good
Make It Good è il terzo album in studio del gruppo pop britannico a1, pubblicato nel 2002.

## Tracce
1. Caught in the Middle – 3:28
2. Make It Good – 3:40
3. Here Comes the Rain – 4:34
4. When I'm Missing You – 3:29
5. This Ain't What Love Is About – 3:59
6. Crazy for Leaving You – 3:26
7. Learn to Fly – 4:09
8. Isn't It Cheap – 4:12
9. If I Can't Have You – 3:52
10. Make It Through the Night – 5:10
11. Cherish This Love – 4:43
12. Do You Remember – 3:05
13. One Last Song – 4:50
14. Let It Out – 4:24